# 2ª Divisione fanteria "Sforzesca"
La 2ª Divisione di Fanteria "Sforzesca" fu una divisione del Regio Esercito Italiano nella seconda guerra mondiale. Il nome "Sforzesca" deriva da Sforzesca, frazione del comune di Vigevano, in cui il 21 marzo 1849 si svolse una battaglia tra piemontesi e austriaci.

## Origini e costituzione dell'unità
La "Sforzesca" nacque dalla Brigata "Umbria" che venne creata nel 1861, dopo l'annessione della regione Umbria al Regno d'Italia.
Nel 1871 la Brigata Umbria venne sciolta per essere poi ricreata nel 1881 ed era composta dal 53º e dal 54º Reggimento di fanteria.

## Prima Guerra Mondiale
Nella Prima Guerra Mondiale, la Brigata "Umbria" stazionò in Val Boite (1915), poi combatté nel settore di Cortina d'Ampezzo (fino al 1917) e infine nel settore del Grappa.
Dopo la fine della guerra, la Brigata "Umbria" venne organizzata più volte, arrivando alla denominazione finale di 2ª Divisione di fanteria "Sforzesca" nel 1934 e alla forma definitiva di divisione binaria nell'aprile 1939, con i due reggimenti di fanteria originali (53º e 54º) ed il 17º Reggimento di artiglieria.

## Seconda Guerra Mondiale
La "Sforzesca" era classificata come divisione di montagna someggiata e come tale destinata all'impiego in settori montani. In realtà la dotazione di armi e mezzi era di poco differente da quella di una normale divisione di fanteria di linea ed i fanti ne pagarono le conseguenze in tutte le campagne in cui vennero impiegati.
Allo scoppio della seconda guerra mondiale,  i reggimenti 53°, 54° e 17° della divisione  "Sforzesca" venne schierata sul fronte francese e partecipò all'invasione delle Alpi francesi e ai combattimenti dal 20 al 24 giugno 1940. Sostituita dalla divisione "Legnano", rimase a disposizione come riserva d'Armata.
Nel gennaio 1941 alla "Sforzesca" venne aggregata la XXX Legione CC.NN. e la grande unità venne inviata sul fronte greco-albanese, dove combatté in condizioni materiali e climatiche difficilissime.
Chiuse le operazioni belliche in Albania, nel luglio 1941 la "Sforzesca" venne fatta rientrare a Novara.

### La campagna di Russia
Nell'estate 1942 il Corpo di spedizione italiano in Russia venne inquadrato nell'ARMIR (8ª Armata Italiana in Russia) e La "Sforzesca" divenne nominalmente parte del II Corpo d'armata dell'ARMIR.
Inviata in Russia nel luglio 1942, la "Sforzesca" venne subito impiegata sul fronte del medio Don, sostituendo la divisione "Torino" appartenente al XXXV Corpo d'armata (ex CSIR) e venne inquadrata nel XXIX Corpo d'Armata tedesco dell'Heeresgruppe B nel quale era inquadrata l'ARMIR. Tra l'agosto e i primi di settembre dello stesso anno, la "Sforzesca" ed i resti della 3ª divisione "Celere" ingaggiarono durissimi combattimenti con le forze russe. Nell'occasione di un attacco particolarmente duro, i fanti della "Sforzesca" dovettero ritirarsi e questo valse all'unità l'appellativo di  divisione cikai ("scappa" in russo) soprannome immeritato data la preponderanza del nemico che rendeva impossibile una vittoria e un suicidio la resistenza. Le posizioni abbandonate dalla Sforzesca furono rilevate dal 79º Battaglione M del seniore Silvio Margini che ne protesse la ritirata.
Dopo questi combattimenti la "Sforzesca" venne spostata sulle rive del fiume Don, all'interno del settore del XXIX Corpo d'Armata tedesco e nella parte più orientale dello scacchiere italiano, a contatto con le forze rumene.
Il 16 dicembre 1942 ebbe inizio l'offensiva sovietica dell'operazione Piccolo Saturno, che impegnò duramente le unità italiane e rumene. Con il crollo delle posizioni rumene e lo sfondamento delle proprie linee, le divisioni di fanteria italiane dovettero ripiegare e la "Sforzesca" iniziò la ritirata il 19 dicembre 1942.
Il percorso seguito dalle colonne in ritirata del blocco sud (cui appartenevano le unità della "Sforzesca") fu lungo e tortuoso, in condizioni climatiche estreme e con equipaggiamento e vestiario non idonei. Il 28 dicembre 1942 i soldati del 54º Reggimento, primi tra tutti i reparti della divisione, riuscirono ad uscire dalla sacca.
Rispetto ai 12.521 uomini in forza alla divisione al 1º luglio 1942, al 1º gennaio 1943 vennero rilevati 4.802 uomini - con una percentuale di perdite per la divisione pari al 64%.

### Lo scioglimento
Nel marzo 1943 La "Sforzesca" venne fatta rimpatriare e nel mese di aprile venne sciolta. Venne ricostituita il 1º giugno, con reparti e mezzi della disciolta 157ª Divisione fanteria "Novara" e venne inviata in Venezia-Giulia sul confine italo-iugoslavo, con compiti di presidio e lotta antipartigiana.
Il 9 settembre 1943 la "Sforzesca" venne sciolta definitivamente, in conseguenza degli eventi dell'Armistizio dell'8 settembre 1943.

## Ordine di battaglia: 1942

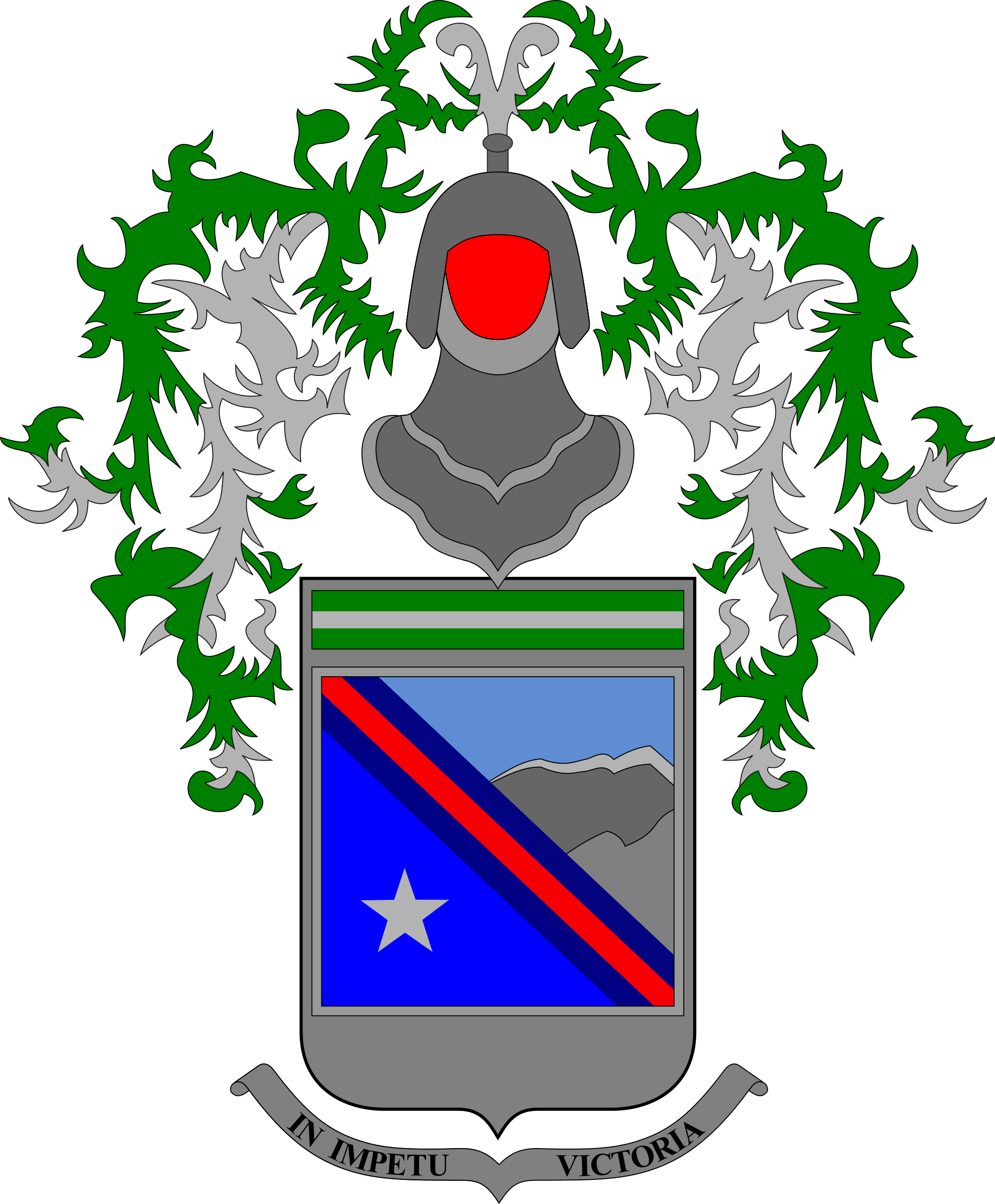
Stemma araldico del 54° Rgt.fanteria "Umbria", 1939

- - Comando della fanteria divisionale (Gen. B. Michele Vaccaro dal 1º marzo 1942)
- 53º Reggimento fanteria "Sforzesca"
  - tre battaglioni fanteria
  - una compagnia mortai da 81
  - una batteria cannoni d'accompagnamento da 65/17 Mod. 1908/1913
- 54º Reggimento fanteria "Sforzesca"
  - tre battaglioni fanteria
  - una compagnia mortai da 81
  - una batteria cannoni d'accompagnamento da 65/17
- 17º Reggimento artiglieria "Sforzesca"
  - I Gruppo artiglieria leggera
    - tre batterie da 75/18 Mod. 1934/1935

  - II Gruppo artiglieria leggera
    - tre batterie da 75/18 mod. 1934

  - III Gruppo artiglieria pesante
    - tre batterie da 105/28

  - 53ª Batteria artiglieria contraerea da 20 mm
  - 302ª Batteria artiglieria contraerea da 20 mm
- 2ª Compagnia cannoni controcarro da 47/32 Mod. 1935
- 121ª Compagnia cannoni controcarro da 47/32 21ª Divisione fanteria "Granatieri di Sardegna"
- II Battaglione mortai da 81
- 16ª Compagnia genio artieri
- 2ª Compagnia genio telegrafisti/marconisti
- 8ª Sezione fotoelettricisti
- 2ª Compagnia panettieri
- 1ª Compagnia sussistenza
- 124ª Colonna leggera sussistenza (motorizzata)
- 192ª Colonna leggera sussistenza (motorizzata)
- 11ª Compagnia minuto mantenimento
- 6ª Sezione sanità
  - 5º Ospedale da campo
  - 6º Ospedale da campo
  - 7º Ospedale da campo
  - 24º Ospedale da campo
  - 250º Ospedale da campo
  - 251º Ospedale da campo
  - 311º Ospedale da campo
  - 805º Ospedale da campo
  - 27º Nucleo chirurgico
- 4ª Sezione CC.RR.
- 5ª Sezione CC.RR.
- 69º Ufficio posta militare[3]